# Nyctimene major
Nyctimene major är en däggdjursart som först beskrevs av George Edward Dobson 1877.  Nyctimene major ingår i släktet Nyctimene och familjen flyghundar. IUCN kategoriserar arten globalt som livskraftig.
Inga underarter finns listade i Catalogue of Life. Wilson & Reeder (2005) skiljer mellan fyra underarter.
Denna flyghund förekommer på öar kring Nya Guinea, till exempel Bismarckarkipelagen och på Salomonöarna. Arten vistas i låglandet och i låga bergstrakter upp till 900 meter över havet. Habitatet utgörs främst av tropiska regnskogar samt av andra skogar och odlade regioner. En eller några få individer vilar tillsammans gömda i växtligheten.